# Rainville
Rainville – miejscowość i gmina we Francji, w regionie Grand Est, w departamencie Wogezy.
Według danych na rok 1990 gminę zamieszkiwało 308 osób, a gęstość zaludnienia wynosiła 36 osób/km² (wśród 2335 gmin Lotaryngii Rainville plasuje się na 742. miejscu pod względem liczby ludności, natomiast pod względem powierzchni na miejscu 704.).